# Excalibur (personaggio)
Excalibur è un personaggio dei fumetti pubblicati dalla Marvel Comics, è una supereroina di origine pakistana.

## Biografia del personaggio

### Le origini
Faiza Hussain era l'unica figlia di una famiglia di origine pakistana che viveva a Chelmsford, nell'Essex. Medico e grande fan dei supereroi britannici, alla sua prima apparizione, venne coinvolta nell'invasione segreta Skrull mentre stava allestendo un ospedale da campo di fortuna. Mentre prestava soccorso ai feriti, a fianco del Cavaliere Nero, Faiza venne colpita da un'arma Skrull che, apparentemente, le donò misteriosi poteri.

### Excalibur
Dopo la sconfitta degli Skrull, Faiza diviene la detentrice della mitica spada Excalibur e si unisce alle file dell'MI-13 come assistente del Cavaliere Nero. Assieme agli eroi che idolatra, la ragazza difende l'Inghilterra da un'invasione demoniaca e dall'avvento di Dracula. È in questa occasione che Pete Wisdom le dà il nome in codice "Excalibur", perché vuole che i malvagi sappiano che la mitica lama protegge ancora il Regno Unito. Nella sua ultima apparizione, Faiza utilizza i poteri di Excalibur per trasformare il British Museum in un avamposto contro l'attacco di Ultron, Brian Braddock le conferisce la carica di nuova Capitan Bretagna prima di partire per una missione suicida.

## Poteri e abilità
Faiza Hussain è un medico qualificato, riesce inoltre a controllare gli organismi biologici, ad esempio è in grado di smontare un corpo umano nelle sue varie parti, mantenendo comunque in vita il soggetto. Il suo potere non funziona su esseri protetti dalla magia.